# Ponezhukái
Ponezhukái (en ruso: Понежукай, en adigué: Пэнэжьыкъуай; Penezhykuái) es un aúl de la república de Adiguesia, en Rusia, centro administrativo del raión de Teuchezh. Está situado a orillas del río Apchas, de la cuenca del Kubán, cerca del embalse de Krasnodar, unos 65 km al noroeste de Maikop, la capital de la república. Tenía una población de 3 456 habitantes en 2010
Es cabeza del municipio Ponezhukáiskoye, al que pertenecen asimismo Zariá, Kolos, Kochkin, Nacherezi, Neshukai, Pshikuijabl y Shunduk.

## Historia
La localidad fue fundada en 1800 En 1924 era designado el aúl como centro administrativo del raión Dzhidzhijablski del Óblast Autónomo Adigués (Circasiano). En 1925 el raión cambia de nombre a Ponezhukaiski. En 1929 es confirmado como cabeza de raión dentro del rebautizado Óblast Autónomo Adigués, pero del raión Psekupski. En 1934 vuelve a ser centro del raión Ponezhukaiski, que en 1940 cambia de nombre a Teuchezhski. En 1956 pasó a formar parte del raión Tajtamukaiski, perdiendo el estatus de cabeza de raión en 1963, para, en el año 2000, ser designado como cabeza del raión Teuchezhski nuevamente.

## Nacionalidades
De los 3 388 habitantes con que contaba en 2002, el 93.8 % era de etnia adigué, el 4.7 % era de etnia rusa, el 0.4 % era de etnia ucraniana, el 0.3 % era de etnia armenia y el 0.2 % era de etnia kurda.

## Cultura y educación
No existen instalaciones educativas por encima del nivel de secundaria en el aúl.

## Servicios sanitarios
En 2006 fue construido un hospital para el servicio del raión. La mayoría de los gastos corrieron de la cuenta personal del entonces presidente de la república Hazret Sovmen.

## Problemas ecológicos
El vertedero de Ponezhukái está situado dentro de la zona de protección del agua (en la orilla derecha del río Shunduk), así como en las proximidades de bosques y campos de uso agrícola, por lo que está considerado de alto riesgo desde su apertura en 2001